# TCL Chinese Theatre

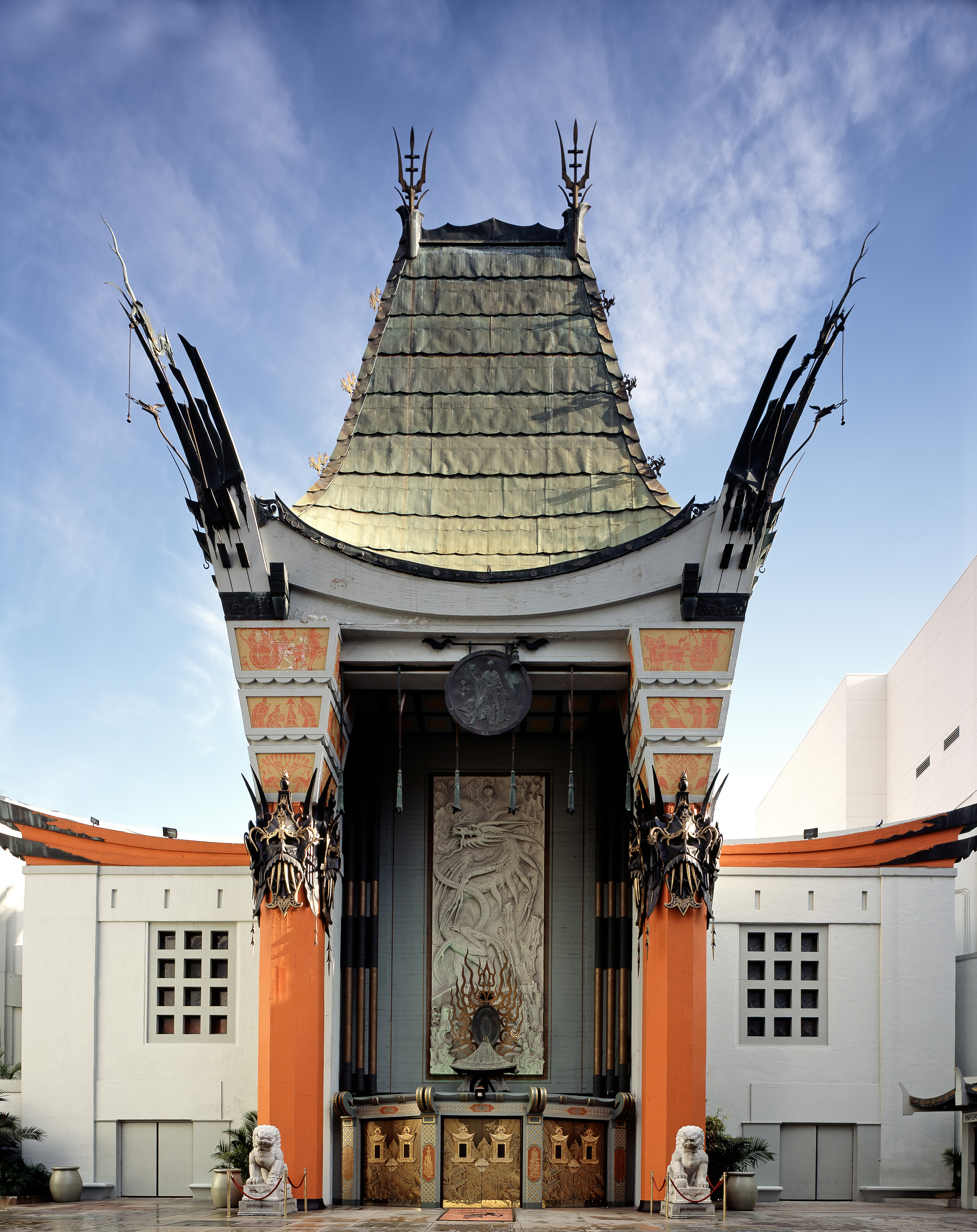
Portal des Grauman’s Chinese Theatre

Das TCL Chinese Theatre (Anhörenⓘ) (frühere Namen: Grauman’s Chinese Theatre Anhörenⓘ und Mann’s Chinese Theatre Anhörenⓘ) ist ein Kino am Hollywood Boulevard in Hollywood, Los Angeles. Es wurde 1927 von dem Kinobetreiber Sid Grauman als Premierenkino im Stil einer chinesischen Pagode eröffnet. Weltberühmt wurde das Kino durch die Hand- und Schuhabdrücke zahlreicher Filmstars, die sich in Zementplatten im Eingangsbereich des Kinos verewigt haben.

## Geschichte desChinese Theatre

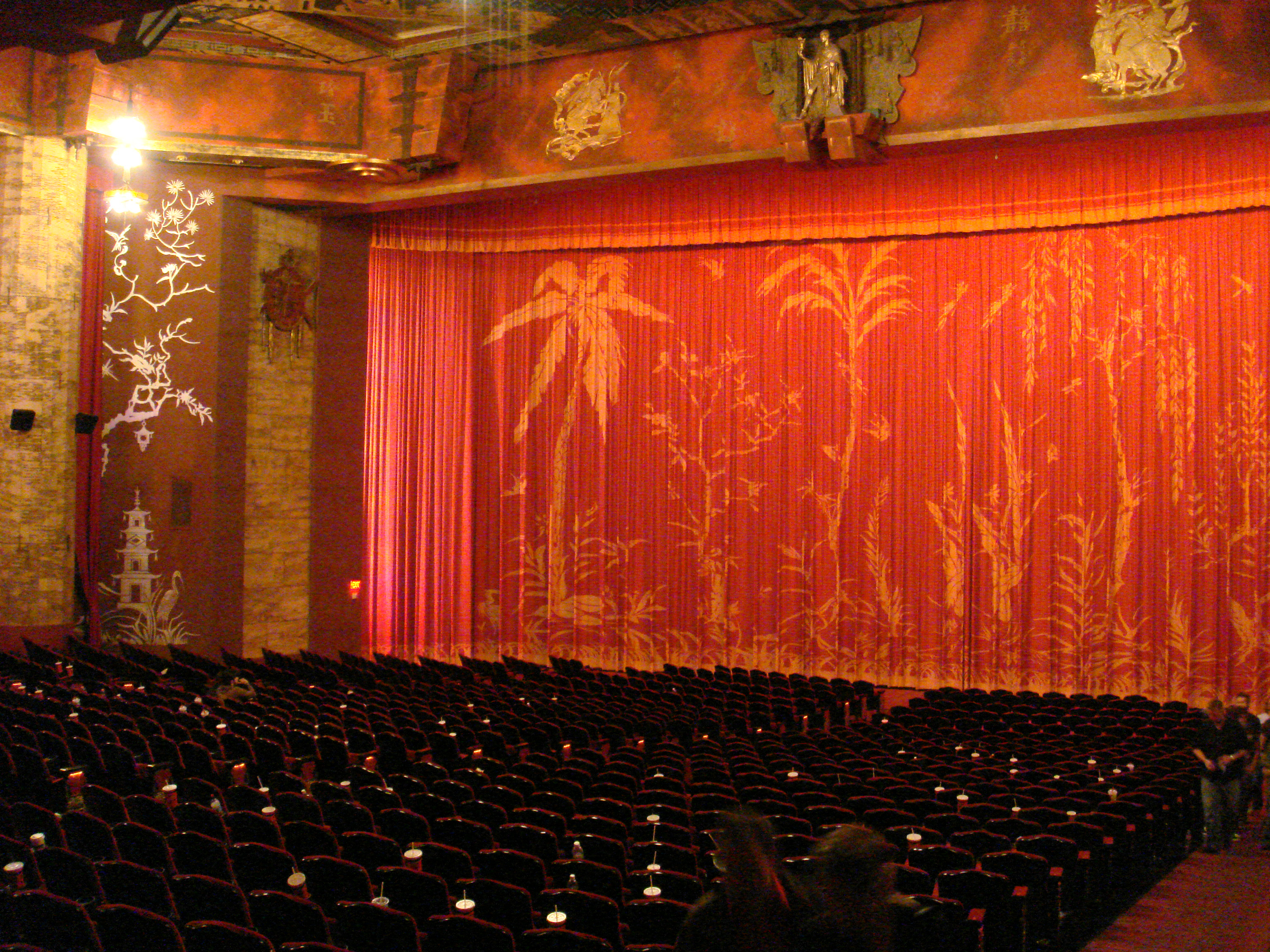
Innenraum des Chinese Theatre

Erbauer des TCL Chinese Theatre ist der Unternehmer Sid Grauman, der 1918 mit dem Million Dollar Theatre einen der ersten Kinopaläste in Los Angeles errichtet hatte. 1922 baute er in Hollywood, bislang nur Heimat mehrerer Filmstudios, mit Grauman’s Egyptian Theatre ein Großkino, das wie ein ägyptischer Palast gestaltet war. Mit diesem am Hollywood Boulevard errichteten Kino verlagerten sich die Kinos von dem Zentrum Los Angeles’ in den Vorort Hollywood.
Im Januar 1926 beschloss Grauman den Bau eines weiteren Filmtheaters am Hollywood Boulevard nur wenige Straßenblöcke entfernt vom Egyptian Theatre. Partner bei diesem Bauvorhaben waren die Schauspieler Douglas Fairbanks und Mary Pickford sowie der Unternehmer Howard Schenck, entworfen wurde es von dem Architekten Raymond M. Kennedy. Im Frühjahr 1927 wurde das Gebäude fertiggestellt. Eröffnet wurde Grauman’s Chinese Theatre am 18. Mai 1927 mit der Uraufführung von Cecil B. DeMilles Monumentalstummfilm König der Könige über das Leben Christi.
Die Baukosten für das Kino betrugen zwei Millionen US-Dollar. Erbaut wurde es im chinesischen Stil unter Verwendung vieler Originalteile aus China. Dominiert wird das Portal des Gebäudes von zwei 27 m hohen roten Säulen. Über ihnen befinden sich eiserne Masken, auf denen mythologische Hunde dargestellt sind. Darüber schließt das geschwungene Bronzedach an. Zwischen den Säulen hängt ein aus Stein gehauener chinesischer Drache. Vor dem Portal befindet sich ein ummauerter Vorhof, der bei vielen Filmpremieren als Empfangsbereich diente. Der Innenraum bot auf einer Etage Platz für 2200 Zuschauer. Da das Kino noch vor dem Durchbruch des Tonfilms geplant wurde, wurde eine moderne Wurlitzer-Kinoorgel eingerichtet; das Kino bot aber auch Platz für ein Orchester und eine Showbühne, auf der in den Anfangsjahren des Chinese Theatre ein aufwändiges Unterhaltungsprogramm mit Musik und Tanz die Filmvorführungen umrahmte.
1929 verkaufte Sid Grauman seine Anteile an dem Chinese Theatre an den Filmproduzenten und Kinobetreiber William Fox; Grauman blieb aber bis zu seinem Tod im Jahr 1950 Manager des Filmtheaters. Von 1944 bis 1946 war Grauman, Gründungsmitglied der Academy of Motion Picture Arts and Sciences, mit seinem Chinese Theatre Gastgeber der Oscarverleihung.
1968 wurde das Kino unter Denkmalschutz gestellt. 1973 wurde es von Ted Mann, Betreiber der Mann-Kinokette übernommen und zu Mann’s Chinese Theatre umbenannt. In den 1980er Jahren wurden neben dem Hauptgebäude zwei kleinere Kinosäle mit 750 Plätzen errichtet. Diese Nebengebäude wurden allerdings Ende der 1990er Jahre geschlossen und abgerissen. An Stelle der Nebengebäude wurde das Kodak Theatre, seit 2002 Veranstaltungsort der Oscarverleihung, errichtet.
1986 verkaufte Mann seine Kinos an Gulf and Western, den Besitzern von Paramount Pictures. Bei dem schweren Erdbeben vom 17. Januar 1994 wurde das Chinese Theatre beschädigt, so dass umfangreiche Renovierungsarbeiten notwendig wurden. Im Jahr 2001 erhielt das Kino seinen historischen Namen Grauman’s Chinese Theatre wieder zurück. Es wird auch heute noch als Premierenkino, aber auch für normale Filmvorführungen, genutzt.
Der chinesische Elektronikkonzern TCL sicherte sich für über fünf Millionen US-Dollar die Namensrechte am Theater, so dass es seit 2013 offiziell TCL Chinese Theatre heißt.

## Sammlung der Hand- und Schuhabdrücke

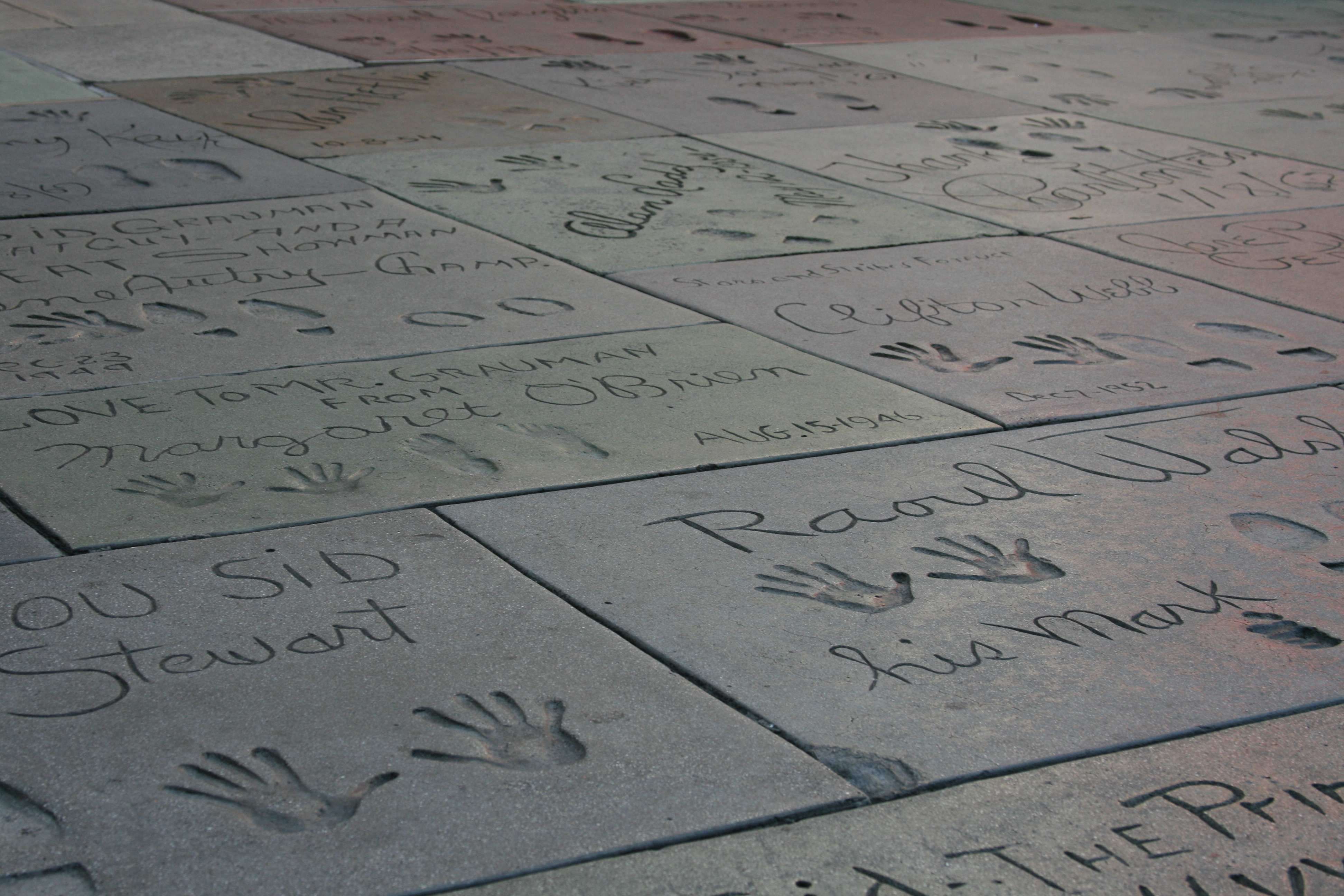
Die Abdrücke der Stars im Vorhof

Auch wenn das Portal des TCL Chinese Theatre eine der bekanntesten Sehenswürdigkeiten von Los Angeles ist, kommen die meisten der vier Millionen Besucher pro Jahr hauptsächlich wegen der Hand- und Schuhabdrücke im Zementboden des Vorhofs.
Der Legende nach soll die Schauspielerin Norma Talmadge bei einem Besuch des noch im Bau befindlichen Kinos mit ihren Stöckelschuhen im feuchten Zementboden stecken geblieben sein, woraufhin Grauman die Idee hatte, solche Abdrücke als „Autogramm“ der Stars am Chinese Theatre zu verewigen. Belegt ist dagegen, dass der Bauarbeiter Jean Klossner seinen Handabdruck und sein Monogramm hinterließ, als er mit der Gestaltung des Vorhofs fertig war. Klossner überwachte später von 1927 bis 1962 die Zeremonie der Abdrücke.
Am 30. April 1927 wurden als erste Abdrücke die von Mary Pickford und Douglas Fairbanks in einer feierlichen Zeremonie angefertigt. Es kamen rund 200 weitere Stars in den nächsten 70 Jahren hinzu, wobei in den 1970er und 1980er Jahren, als das Kino von Mann’s Theatres betrieben wurde, die Zahl der Filmpremieren und damit auch die der neuen Abdrücke stark zurückging.
Neben Hand- und Schuhabdrücken haben einige Stars auch andere Abdrücke hinterlassen. So hinterließ Harold Lloyd einen Abdruck seiner Nickelbrille und die Pferde der Western-Stars Tom Mix, Gene Autry und Roy Rogers verewigten ihre Hufabdrücke.
Charlie Chaplins Hand- und Fußabdrücke von 1928 wurden entfernt. Die Betonplatte mit seinen Abdrücken ist bis heute verschollen. Chaplin war zuvor die Wiedereinreise in die USA verweigert worden – wegen angeblicher Nähe zum Kommunismus – und hatte sich daraufhin in der Schweiz niedergelassen.
Ein Gegenstück der Sammlung im niederländischen Rotterdam bezeichnet sich offiziell als Walk of Fame Europe.

### 1920er Jahre

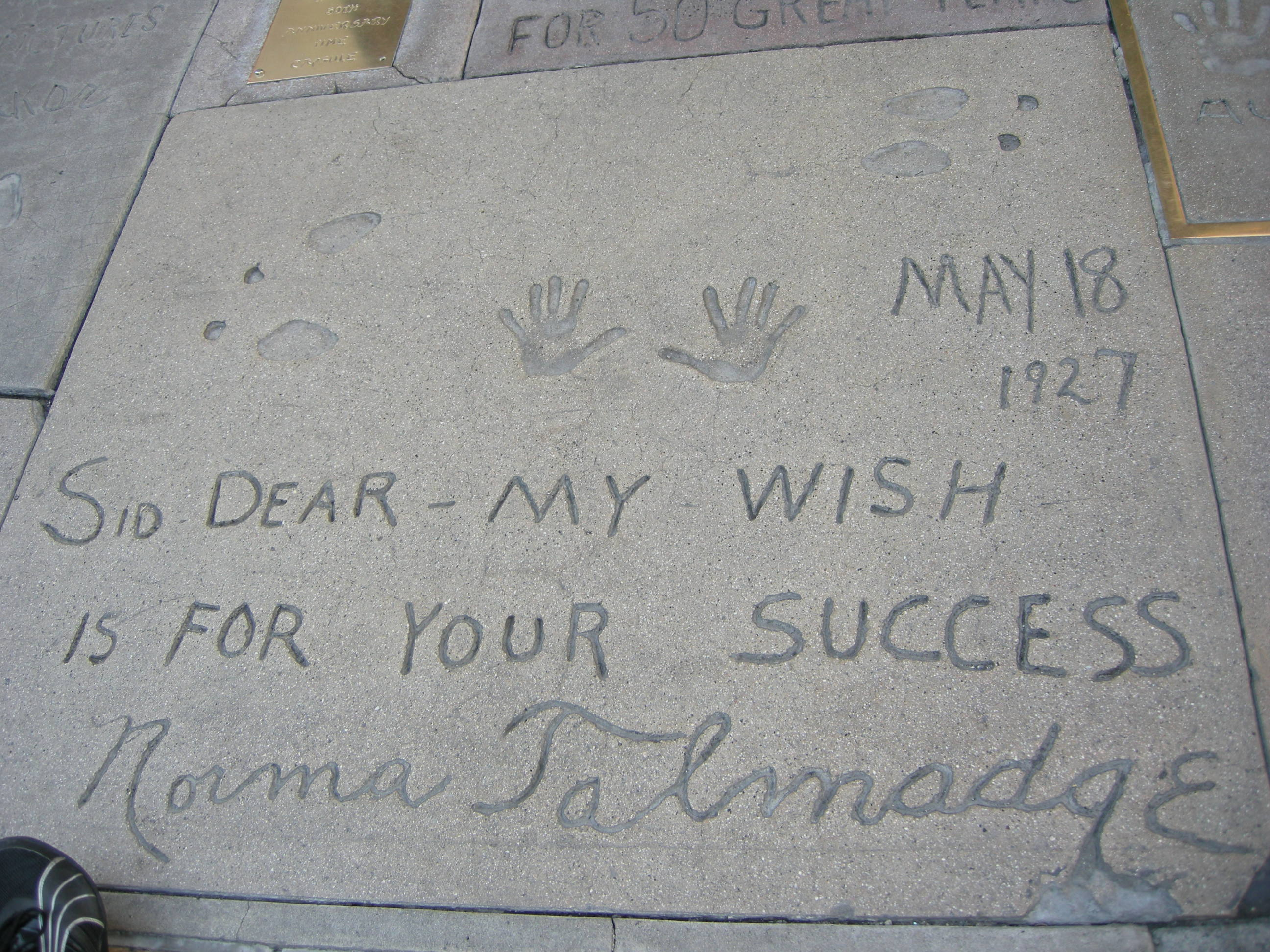
Abdrücke von Norma Talmadge

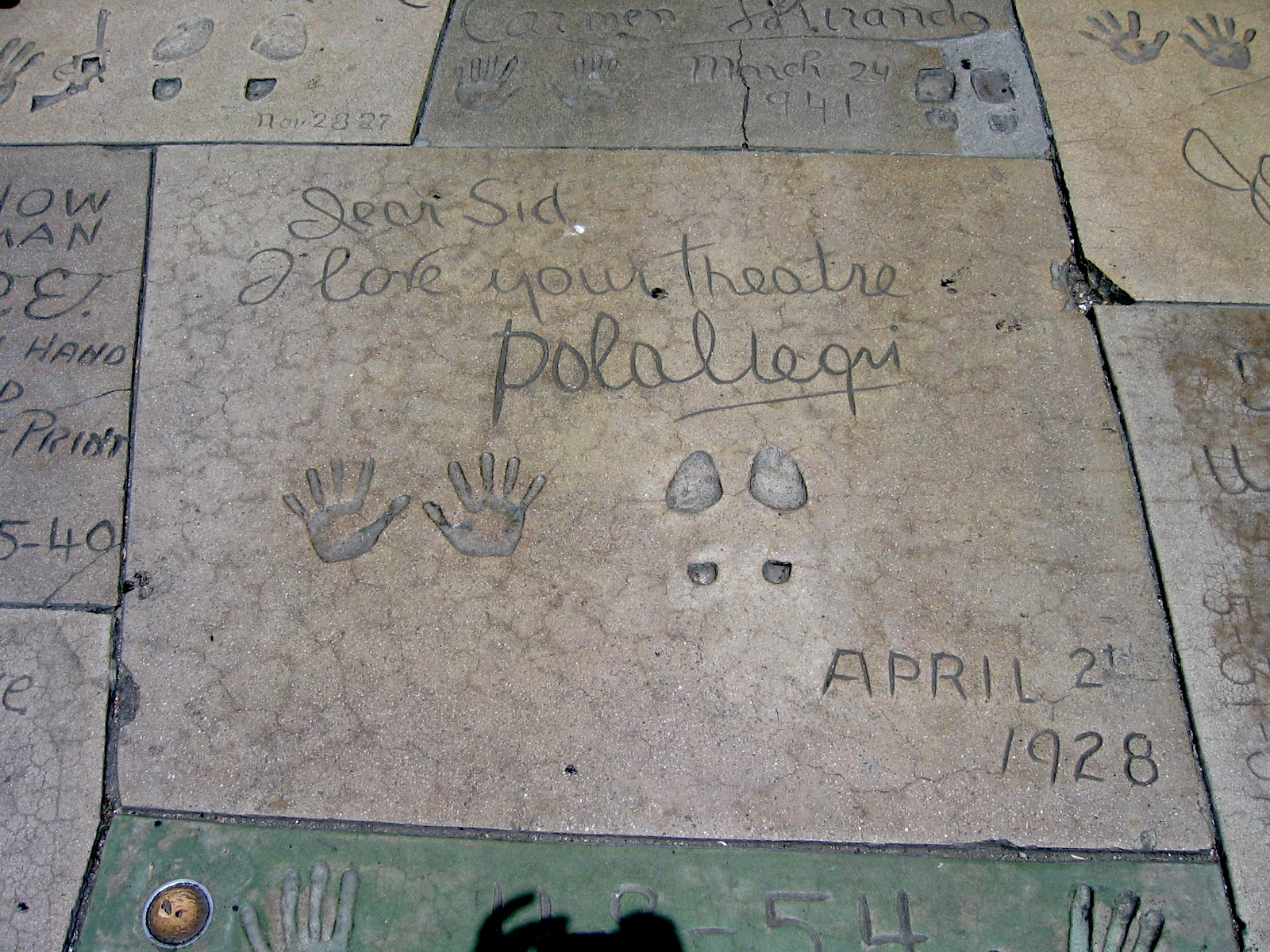
Abdrücke von Pola Negri

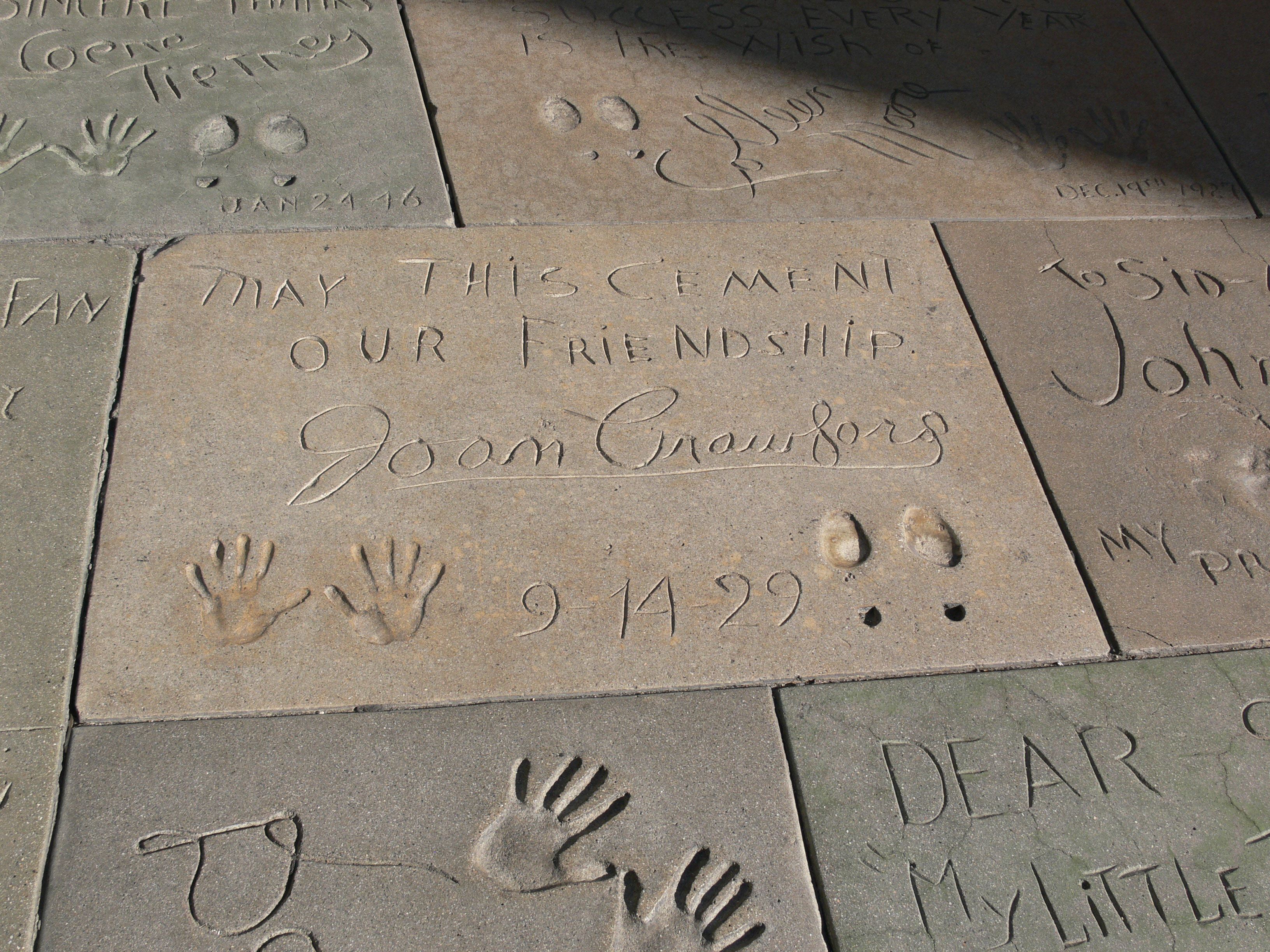
Abdrücke von Joan Crawford

- Mary Pickford und Douglas Fairbanks senior – 30. April 1927
- Norma Talmadge – 18. Mai 1927
- Norma Shearer – 1. August 1927
- Harold Lloyd – 21. November 1927
- William S. Hart – 28. November 1927
- Tom Mix und Pferd Tony – 12. Dezember 1927
- Colleen Moore – 19. Dezember 1927
- Gloria Swanson – ca. 1927
- Constance Talmadge – ca. 1927
- Charles Chaplin – ca. im Januar 1928 (wurde wieder entfernt)
- Pola Negri – 2. April 1928
- Bebe Daniels – 11. Mai 1929
- Marion Davies – 13. Mai 1929
- Janet Gaynor – 29. Mai 1929
- Joan Crawford – 14. September 1929

### 1930er Jahre
- Ann Harding – 30. August 1930
- Raoul Walsh – 14. November 1930

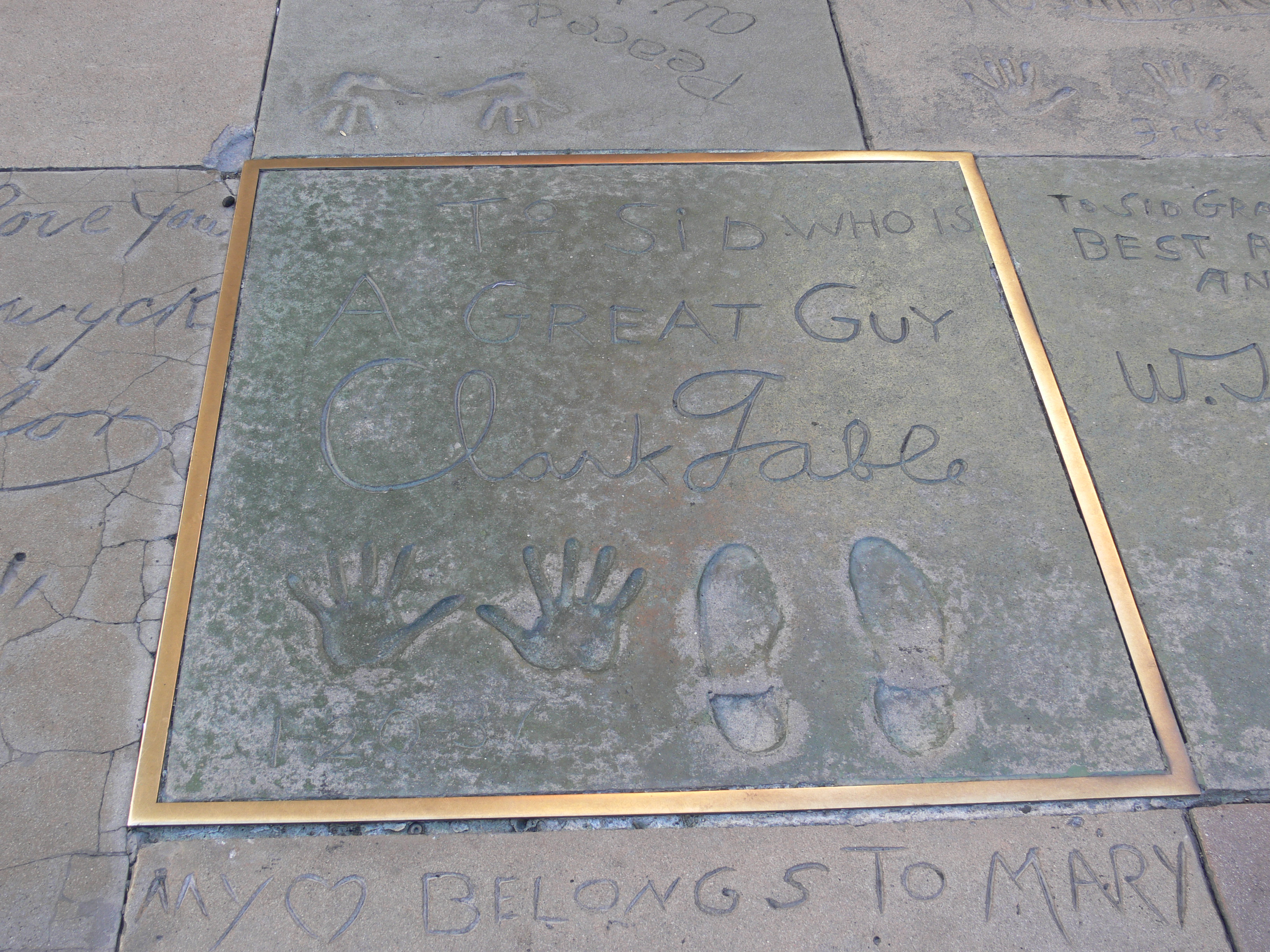
Abdrücke von Clark Gable

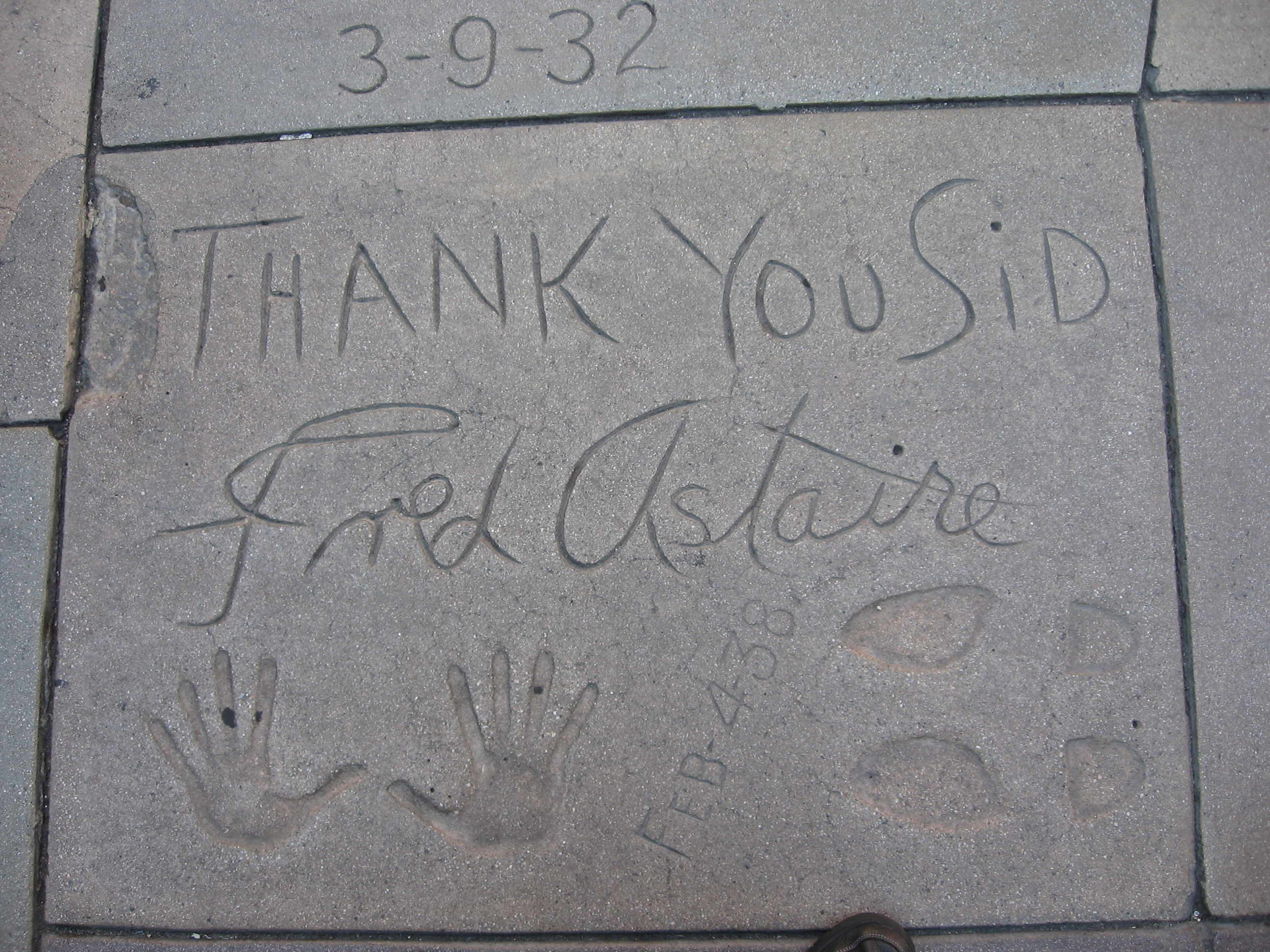
Abdrücke von Fred Astaire

- Wallace Beery und Marie Dressler – 31. Januar 1931
- Jackie Cooper – 12. Dezember 1931
- Eddie Cantor – 9. März 1932
- Diana Wynyard – 26. Januar 1933
- Marx Brothers – 17. Februar 1933
- Jean Harlow – 25. und 29. September 1933
- Maurice Chevalier und Jeanette MacDonald – 4. Dezember 1934
- Shirley Temple – 14. März 1935
- Joe E. Brown – 5. März 1936
- Al Jolson – 12. März 1936
- Freddie Bartholomew – 4. April 1936
- Bing Crosby – 8. April 1936
- Victor McLaglen – 25. Mai 1936
- William Powell und Myrna Loy – 20. Oktober 1936
- Clark Gable und W. S. Van Dyke – 20. Januar 1937
- Dick Powell und Joan Blondell – 10. Februar 1937
- Fredric March – 21. April 1937
- May Robson – 22. April 1937
- Tyrone Power und Loretta Young – 31. Mai 1937
- Sonja Henie – 28. Juni 1937
- Ritz Brothers – 22. September 1937
- Eleanor Powell – 23. Dezember 1937
- Don Ameche – 27. Januar 1938
- Fred Astaire – 4. Februar 1938
- Deanna Durbin – 7. Februar 1938
- Alice Faye und Tony Martin – 20. März 1938

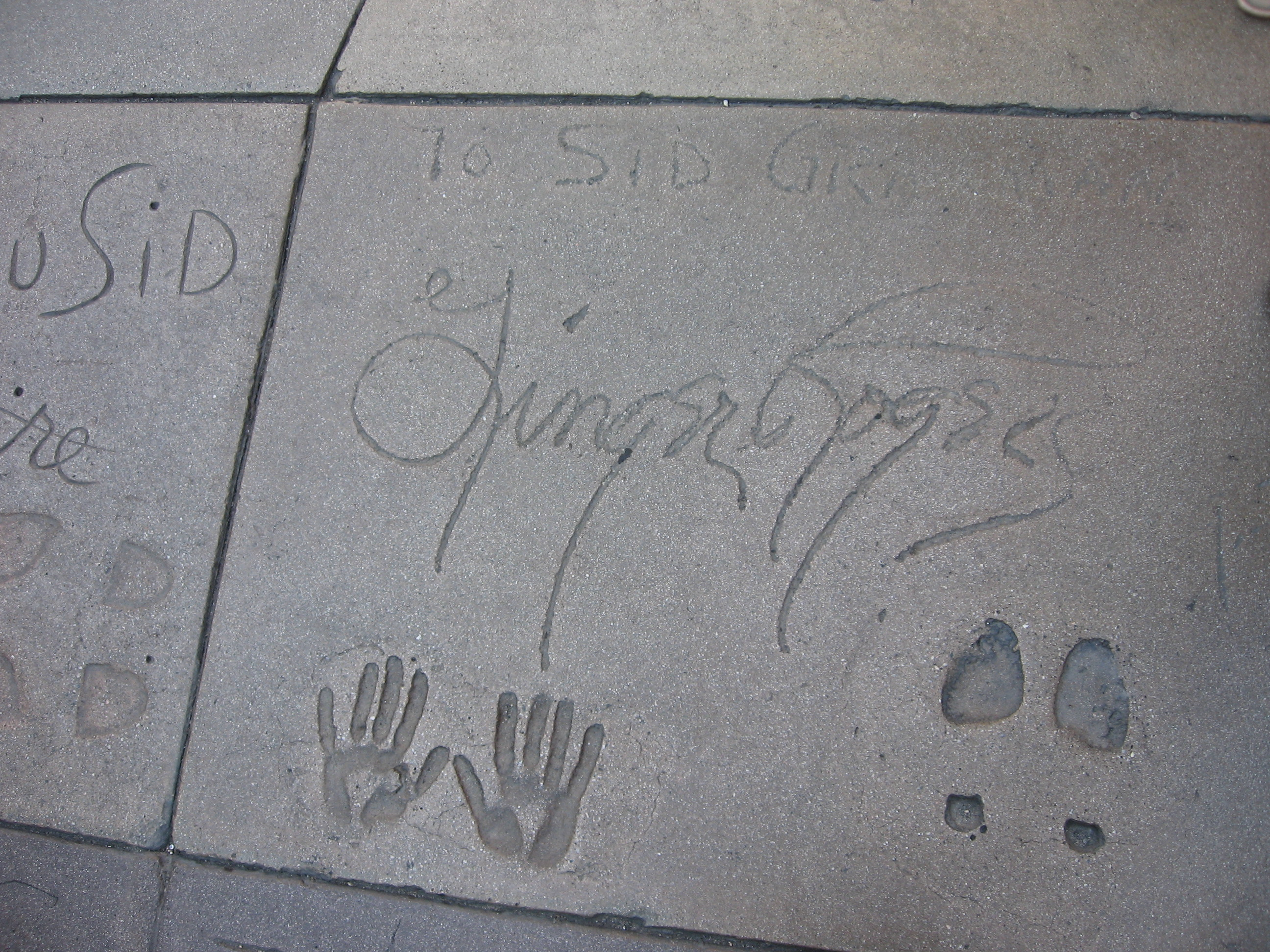
Abdrücke von Ginger Rogers

- Edgar Bergen und Charlie McCarthy – 20. Juli 1938
- Jean Hersholt – 11. Oktober 1938
- Mickey Rooney – 18. Oktober 1938
- Nelson Eddy – 28. Dezember 1938
- Ginger Rogers – 5. September 1939
- Judy Garland – 10. Oktober 1939
- Jane Withers – 6. November 1939

### 1940er Jahre
- Linda Darnell – 18. März 1940

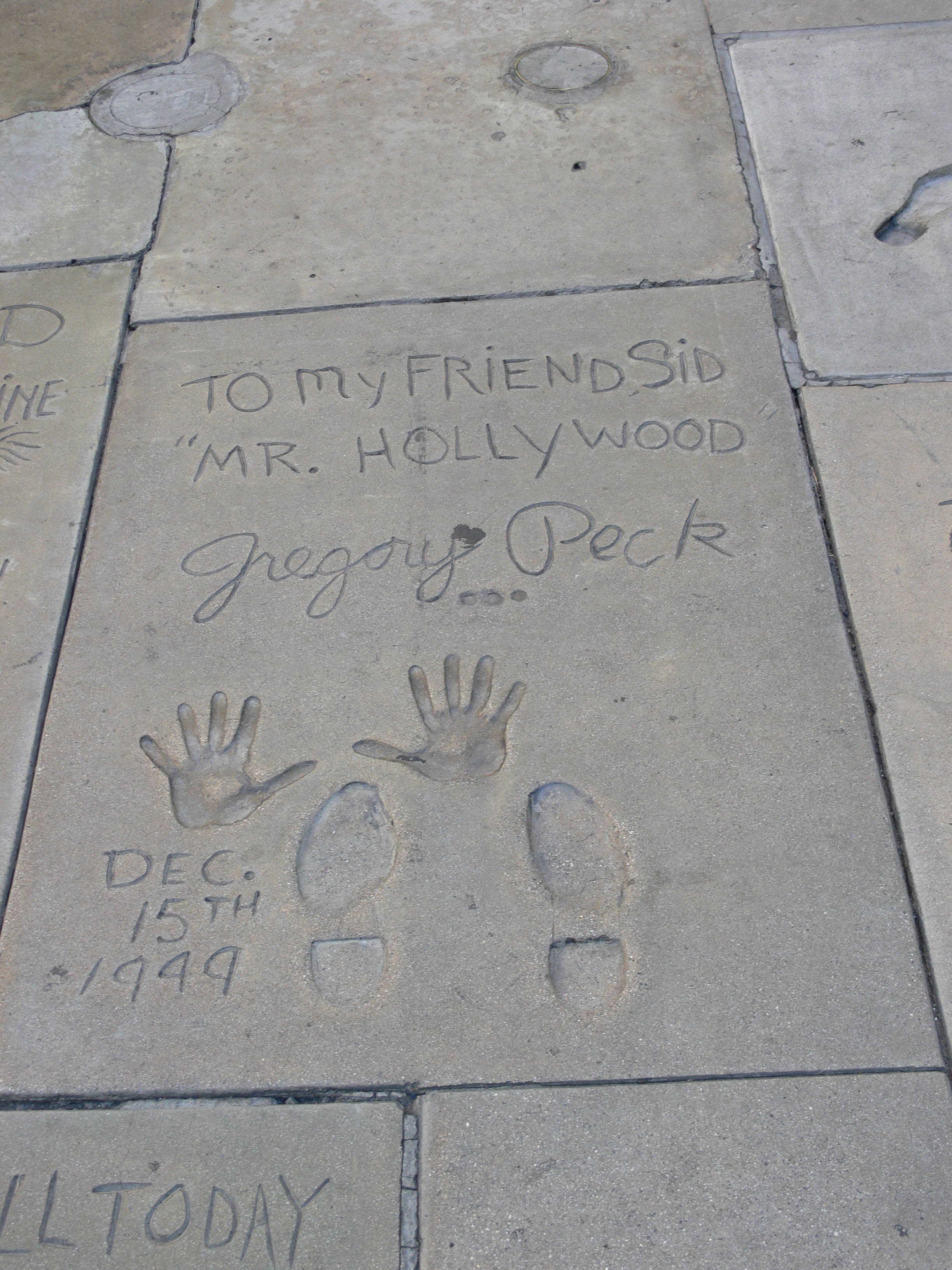
Abdrücke von Gregory Peck

- George Raft und Rosa Grauman – 25. März 1940
- John Barrymore – 5. September 1940
- Jack Benny – 13. Januar 1941
- Carmen Miranda – 24. März 1941
- Barbara Stanwyck und Robert Taylor – 11. Juni 1941
- Rudy Vallée – 21. Juli 1941
- Cecil B. DeMille – 7. August 1941
- Die Darsteller der Filmreihe Andy Hardy: Fay Holden, Judy Garland, Mickey Rooney, Lewis Stone, Ann Rutherford und Sara Haden – 15. August 1941
- Bud Abbott und Lou Costello – 8. Dezember 1941
- Edward Arnold – 6. Januar 1942
- Joan Fontaine – 26. Mai 1942
- Red Skelton – 18. Juni 1942
- Premierenfeier des Films Mrs. Miniver und Hauptdarstellerin Greer Garson – 23. Juli 1942
- Henry Fonda, Rita Hayworth, Charles Laughton, Edward G. Robinson und Charles Boyer – 24. Juli 1942
- Bob Hope und Dorothy Lamour – 5. Februar 1943
- Betty Grable – 15. Februar 1943
- Monty Woolley – 28. Mai 1943
- Gary Cooper – 13. August 1943
- Esther Williams und Private Joe Brain – 1. August 1944
- Jack Oakie – 21. Februar 1945
- Jimmy Durante – 31. Oktober 1945
- Gene Tierney und Sid Grauman – 24. Januar 1946

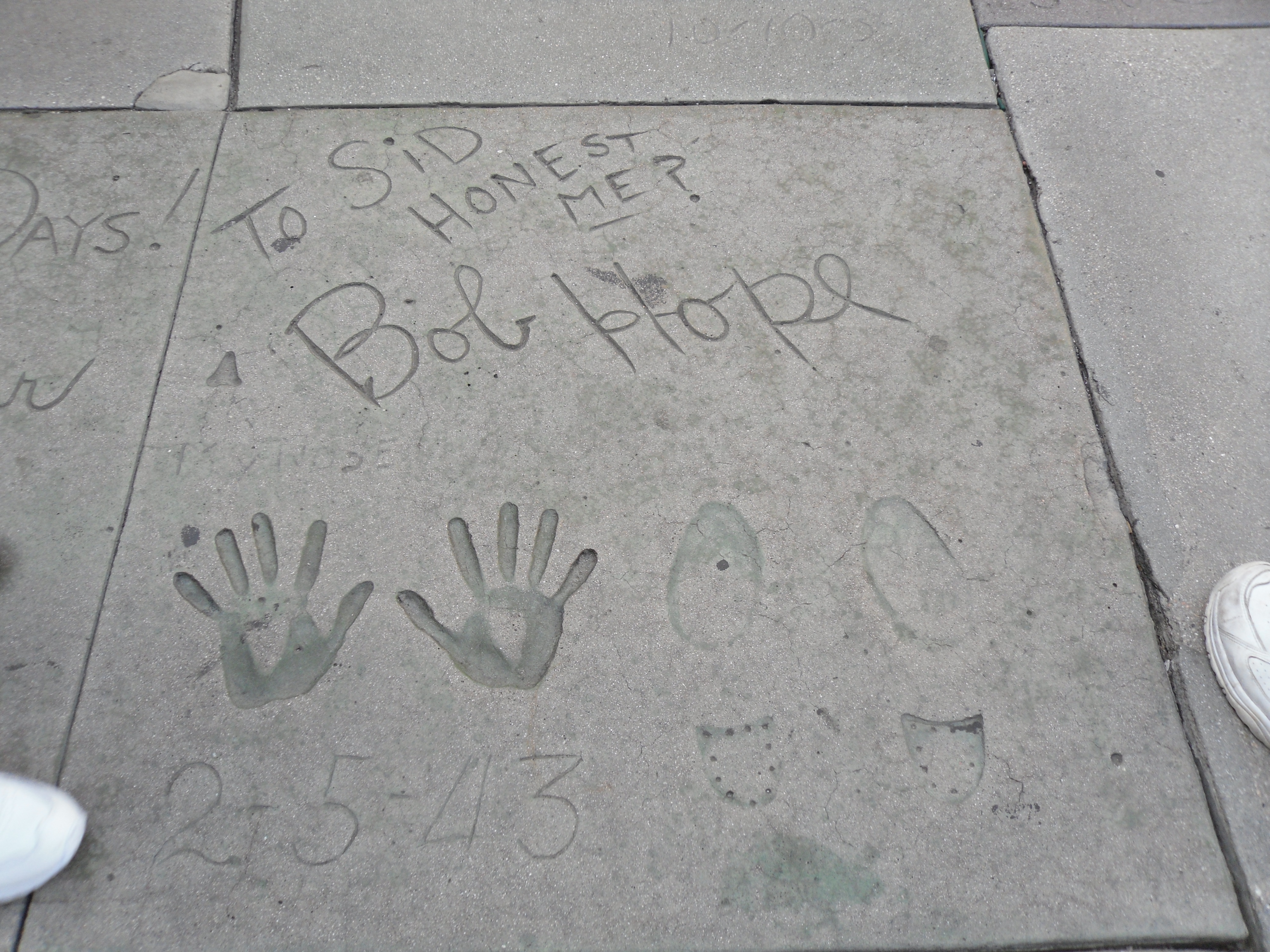
Abdrücke von Bob Hope

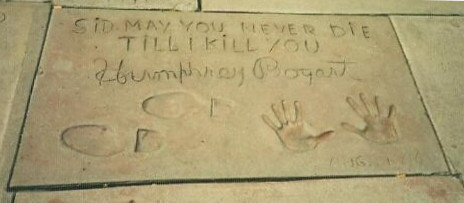
Abdrücke von Humphrey Bogart

- Irene Dunne und Rex Harrison – 8. Juli 1946
- Margaret O’Brien – 15. August 1946
- Humphrey Bogart – 21. August 1946
- Louella Parsons – 30. September 1946
- Ray Milland – 17. April 1947
- Lauritz Melchior – 17. November 1947
- James Stewart – 13. Februar 1948
- Van Johnson – 25. März 1948
- George Jessel – 1. März 1949
- Roy Rogers und Pferd Trigger – 21. April 1949
- Richard Widmark und Charles Nelson (Gewinner einer Talentsuche) – 24. April 1949
- Jeanne Crain – 17. Oktober 1949
- Jean Hersholt – 20. Oktober 1949
- Anne Baxter und Gregory Peck – 15. Dezember 1949
- Gene Autry und Pferd Champion – 23. Dezember 1949

### 1950er Jahre
- John Wayne – 25. Januar 1950
- Lana Turner – 24. Mai 1950
- Bette Davis – 6. November 1950

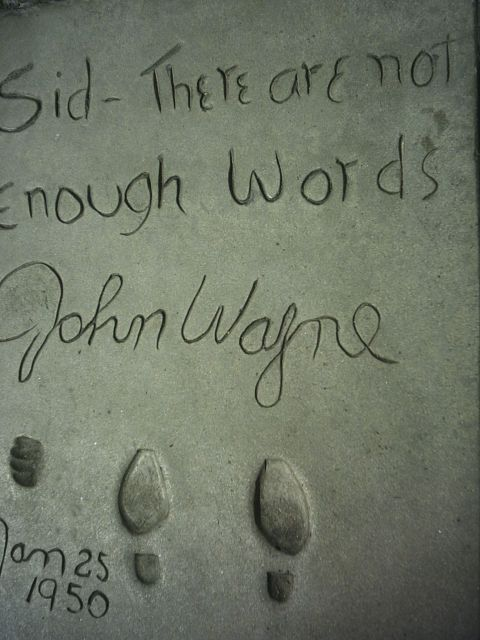
Abdrücke von John Wayne

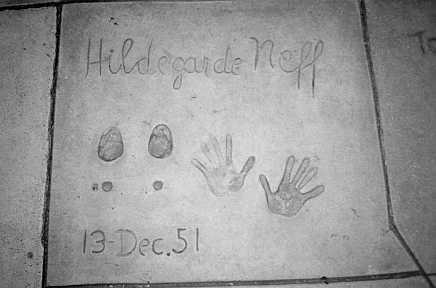
Abdrücke von Hildegard Knef

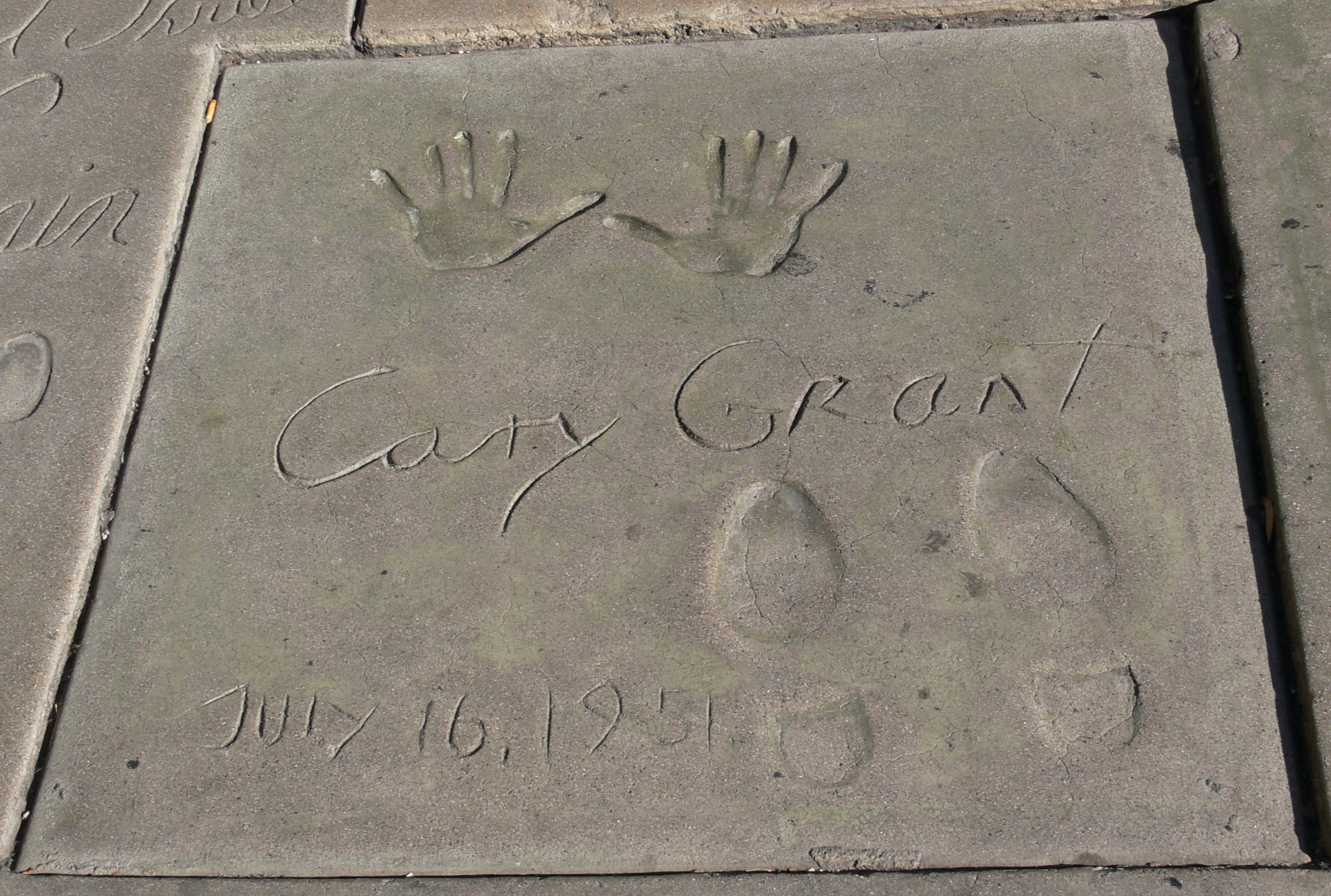
Abdrücke von Cary Grant

- William Lundigan – 29. Dezember 1950
- Cary Grant – 16. Juli 1951
- Susan Hayward – 10. August 1951
- Hildegard Knef (als Hildegarde Neff) und Oskar Werner – 13. Dezember 1951
- Jane Wyman – 17. September 1952
- Ava Gardner – 21. Oktober 1952
- Clifton Webb – 7. Dezember 1952
- Olivia de Havilland – 9. Dezember 1952
- Adolph Zukor – 5. Januar 1953
- Ezio Pinza – 26. Januar 1953
- Donald O’Connor und Ehefrau Effie O’Connor – 25. Februar 1953
- Jane Russell und Marilyn Monroe – 26. Juni 1953
- Premierenfeier des CinemaScope und des ersten Films The Robe, der in CinemaScope veröffentlicht wurde, sowie dessen Hauptdarstellerin Jean Simmons – 24. September 1953
- Danny Thomas – 26. Januar 1954
- James Mason – 20. März 1954
- Alan Ladd – 12. Mai 1954
- Edmund Purdom – 30. August 1954
- Van Heflin – 8. Oktober 1954
- George Murphy – 8. November 1954
- Yul Brynner und Deborah Kerr – 22. März 1956
- Elizabeth Taylor, Rock Hudson und George Stevens – 26. September 1956
- Elmer C. Rhoden – 16. September 1958
- Rosalind Russell – 19. Februar 1959

### 1960er Jahre
- Cantinflas – 28. Dezember 1960
- Doris Day – 19. Januar 1961
- Natalie Wood – 5. Dezember 1961
- Charlton Heston – 18. Januar 1962
- Sophia Loren – 26. Juli 1962
- Kirk Douglas – 1. November 1962

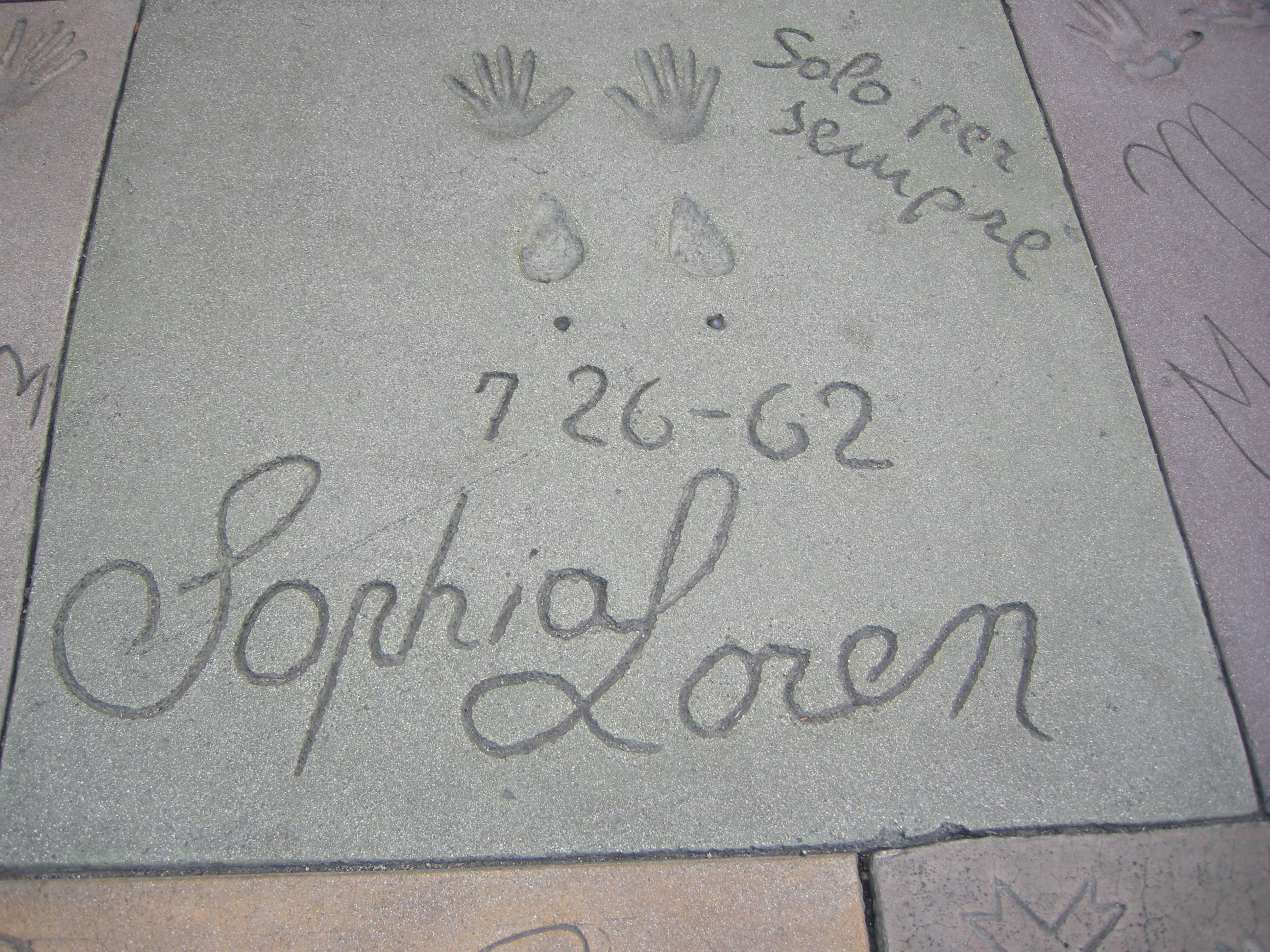
Abdrücke von Sophia Loren

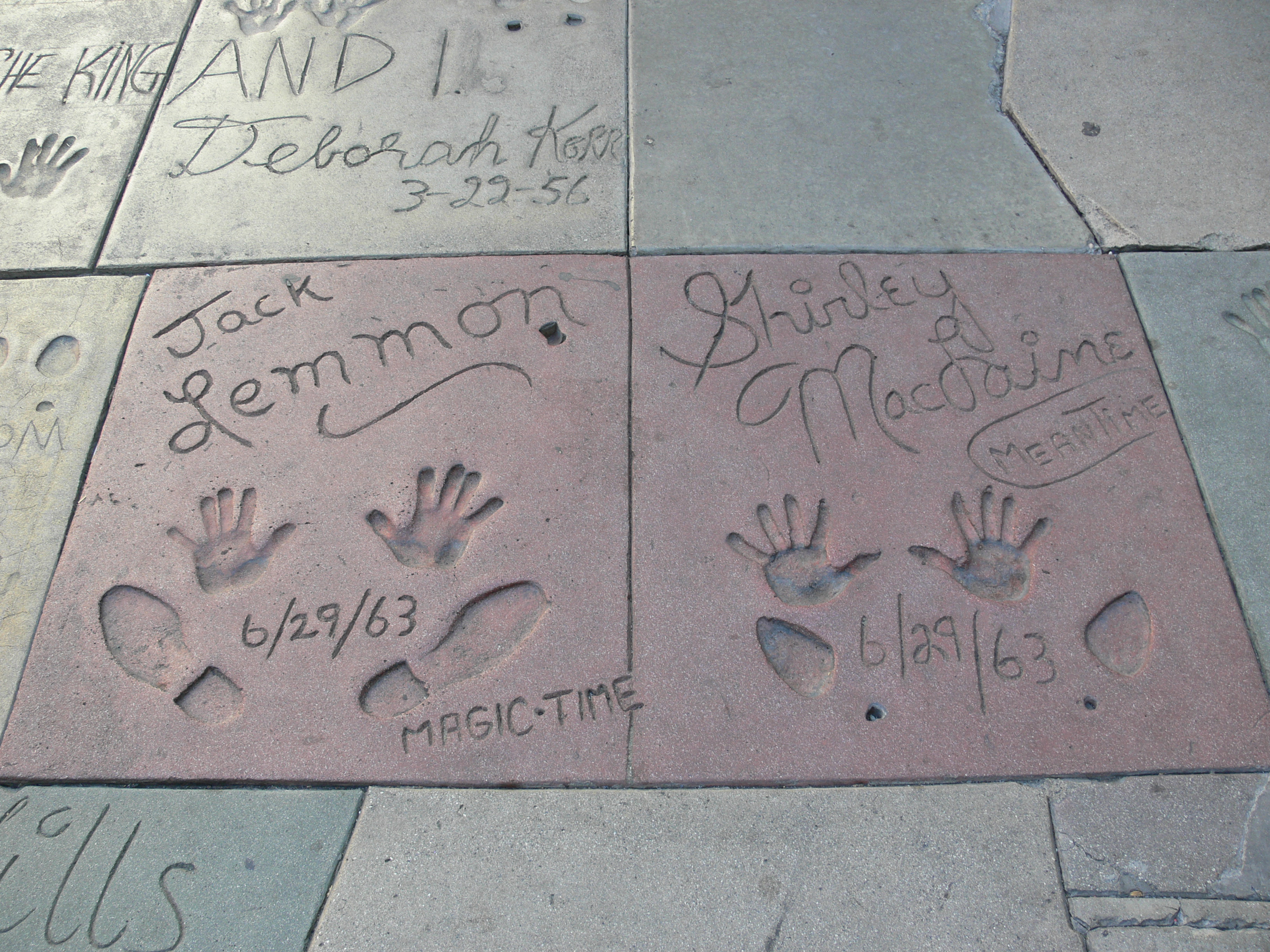
Abdrücke von Jack Lemmon und Shirley MacLaine

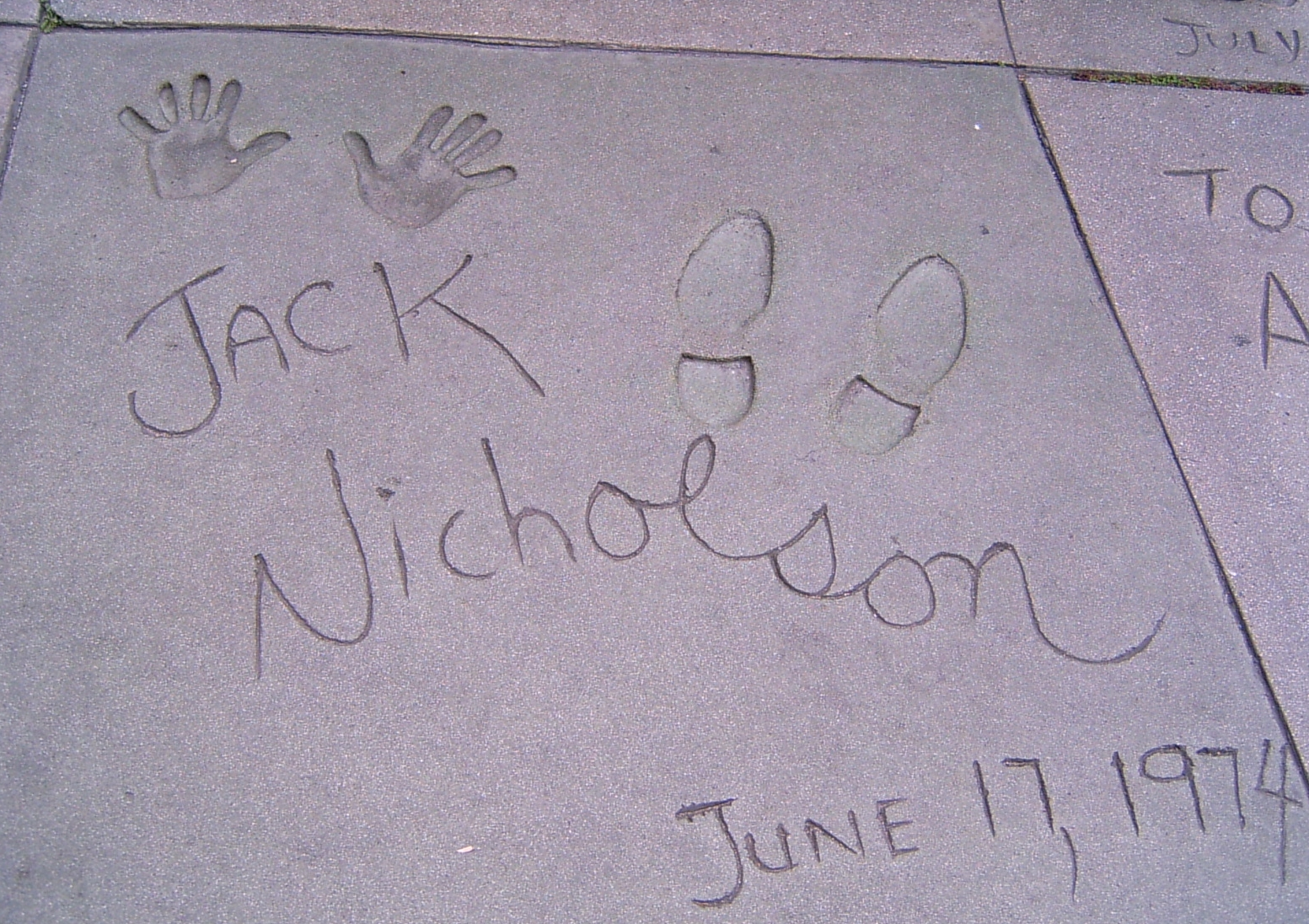
Abdrücke von Jack Nicholson

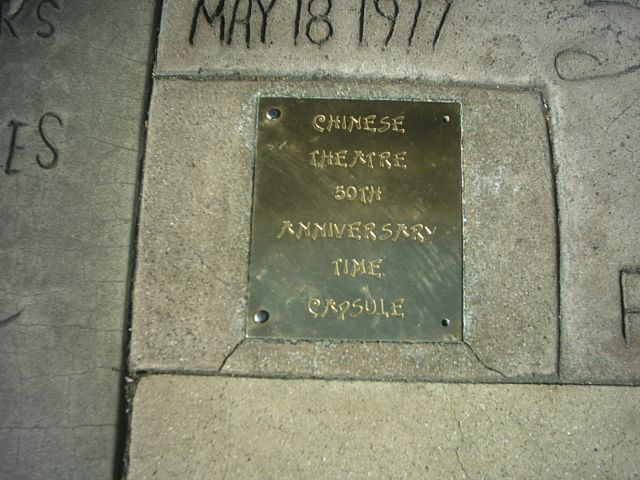
The Chinese Theatre's Fiftieth Anniversary

- Paul Newman und Joanne Woodward – 25. Mai 1963
- Jack Lemmon und Shirley MacLaine – 29. Juni 1963
- Mervyn LeRoy – 15. Oktober 1963
- Hayley Mills – 22. Februar 1964
- Dean Martin – 21. März 1964
- Peter Sellers – 3. Juni 1964
- Debbie Reynolds – 14. Januar 1965
- Marcello Mastroianni – 8. Februar 1965
- Frank Sinatra – 20. Juli 1965
- Julie Andrews – 26. März 1966
- Dick Van Dyke – 25. Juni 1966
- Steve McQueen – 21. März 1967
- Sidney Poitier – 23. Juni 1967
- Anthony Quinn – 21. Dezember 1968
- Danny Kaye – 19. Oktober 1969
- Gene Kelly – 24. November 1969

### 1970er Jahre
- Francis X. Bushman – 17. November 1970[3]
- Ali MacGraw – 14. Dezember 1972
- Jack Nicholson – 17. Juni 1974
- Kiss – 20. Februar 1976[4]
- Tom Bradley und Ted Mann – 18. Mai 1977
- 50. Jubiläum des Chinese Theatre – 24. Mai 1977
- Herbie (Reifenabdrücke) – 11. Juli 1977[5]
- Die Charaktere von Star Wars: David Prowse als Darth Vader, Kenny Baker als R2-D2 und Anthony Daniels als C-3PO – 3. August 1977
- George Burns – 25. Januar 1979

### 1980er Jahre
- John Travolta – 2. Juni 1980

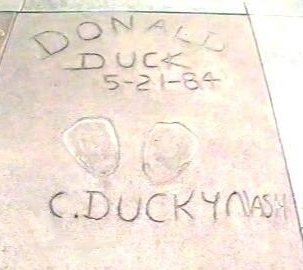
Abdrücke von Donald Duck und Clarence „Ducky“ Nash

- Burt Reynolds – 24. September 1981
- Rhonda Fleming – 28. September 1981
- Sylvester Stallone – 29. Juni 1983
- George Lucas und Steven Spielberg – 16. Mai 1984
- Donald Duck und Clarence „Ducky“ Nash – 21. Mai 1984
- Clint Eastwood – 21. August 1984
- Mickey Rooney – 18. Februar 1986
- Eddie Murphy und Hollywoods 100. Jubiläum – 14. Mai 1987

### 1990er Jahre

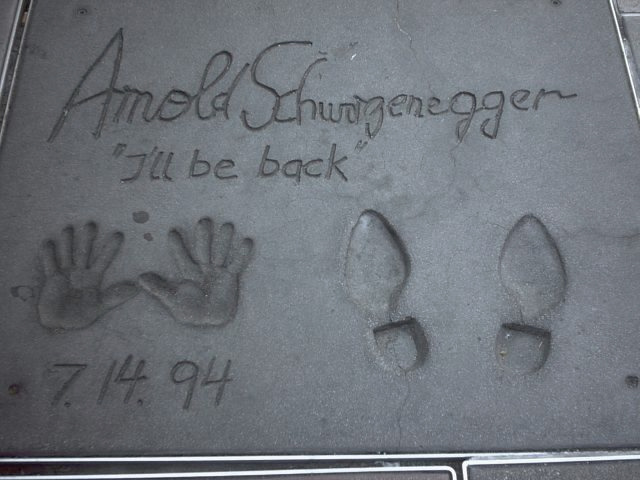
Abdrücke von Arnold Schwarzenegger

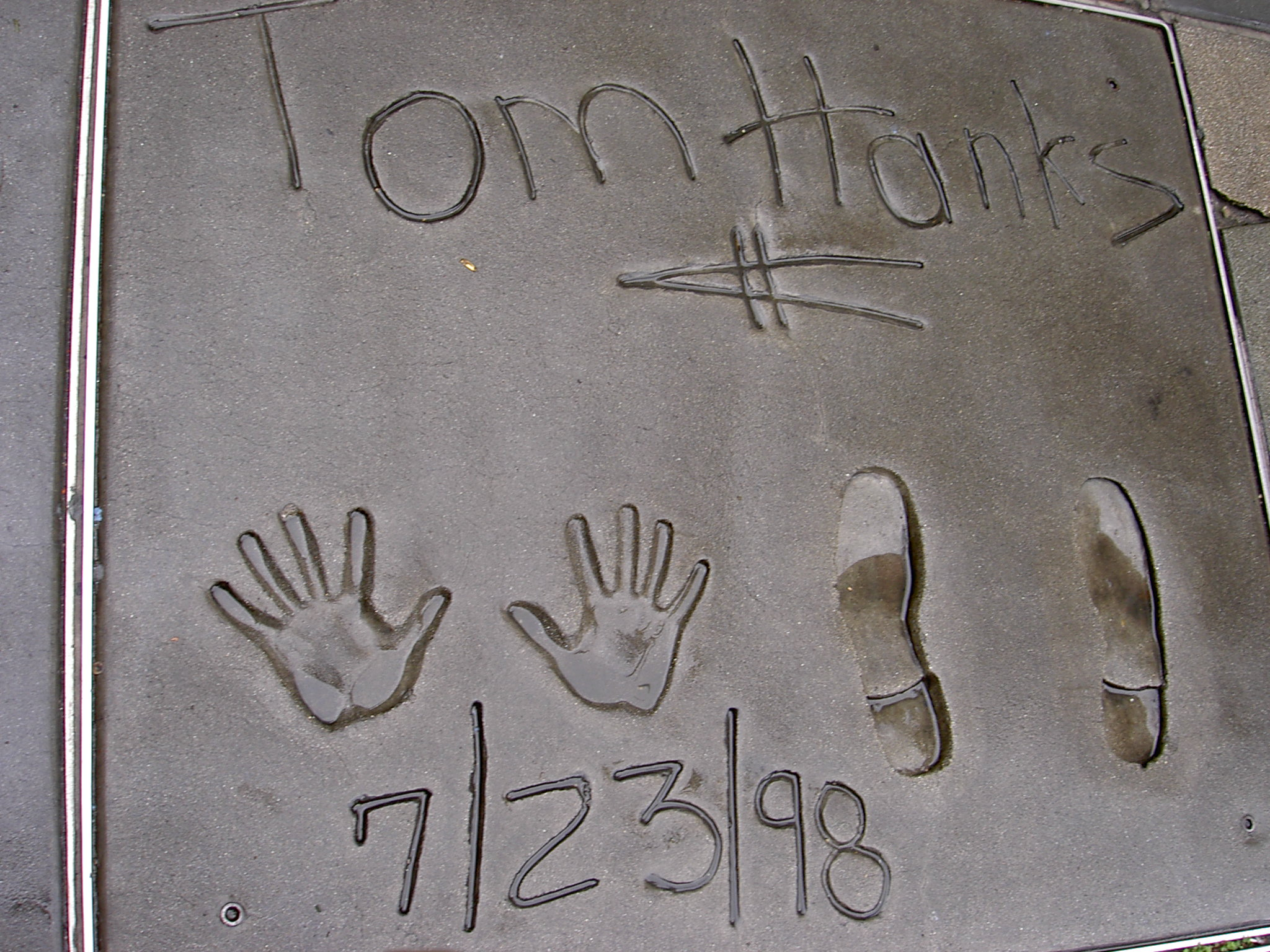
Abdrücke von Tom Hanks

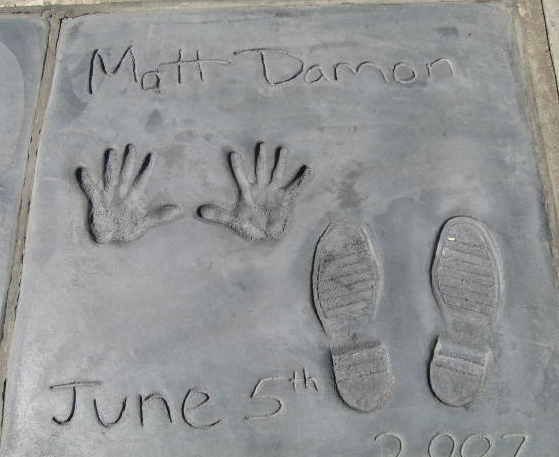
Abdrücke von Matt Damon

- Star Treks 25-jähriges Jubiläum (1966–1991) und dessen Schöpfer Gene Roddenberry, sowie die Schauspieler William Shatner, Leonard Nimoy, DeForest Kelley, James Doohan, Walter Koenig, Nichelle Nichols und George Takei – 5. Dezember 1991
- Harrison Ford – 4. Juni 1992
- Michael Keaton – 15. Juni 1992
- Tom Cruise – 15. Juni 1992
- Mel Gibson – 23. August 1993
- Arnold Schwarzenegger – 15. Juli 1994
- Meryl Streep – 25. September 1994
- Whoopi Goldberg – 2. Februar 1995
- Bruce Willis – 18. Mai 1995
- Mighty Morphin Power Rangers – 22. Juni 1995 (Abdrücke nicht im Vorhof platziert)
- Steven Seagal – 10. Juli 1995
- Jim Carrey – 1. November 1995
- Johnny Grant – 13. Mai 1997
- Robert Zemeckis – 8. Juli 1997
- Michael Douglas – 10. September 1997
- Al Pacino – 16. Oktober 1997
- Denzel Washington – 15. Januar 1998
- Walter Matthau – 2. April 1998
- Warren Beatty – 21. Mai 1998
- Danny Glover – 7. Juli 1998
- Tom Hanks – 23. Juli 1998
- Robin Williams – 22. Dezember 1998
- Susan Sarandon – 11. Januar 1999
- William F. „Bill“ Hertz – 18. März 1999
- Ron Howard – 23. März 1999
- Sean Connery – 13. April 1999
- Richard Gere – 26. Juli 1999
- Terry Semel und Bob Daly – 30. September 1999

### 2000er Jahre
- Anthony Hopkins – 11. Januar 2001
- Nicolas Cage – 14. August 2001

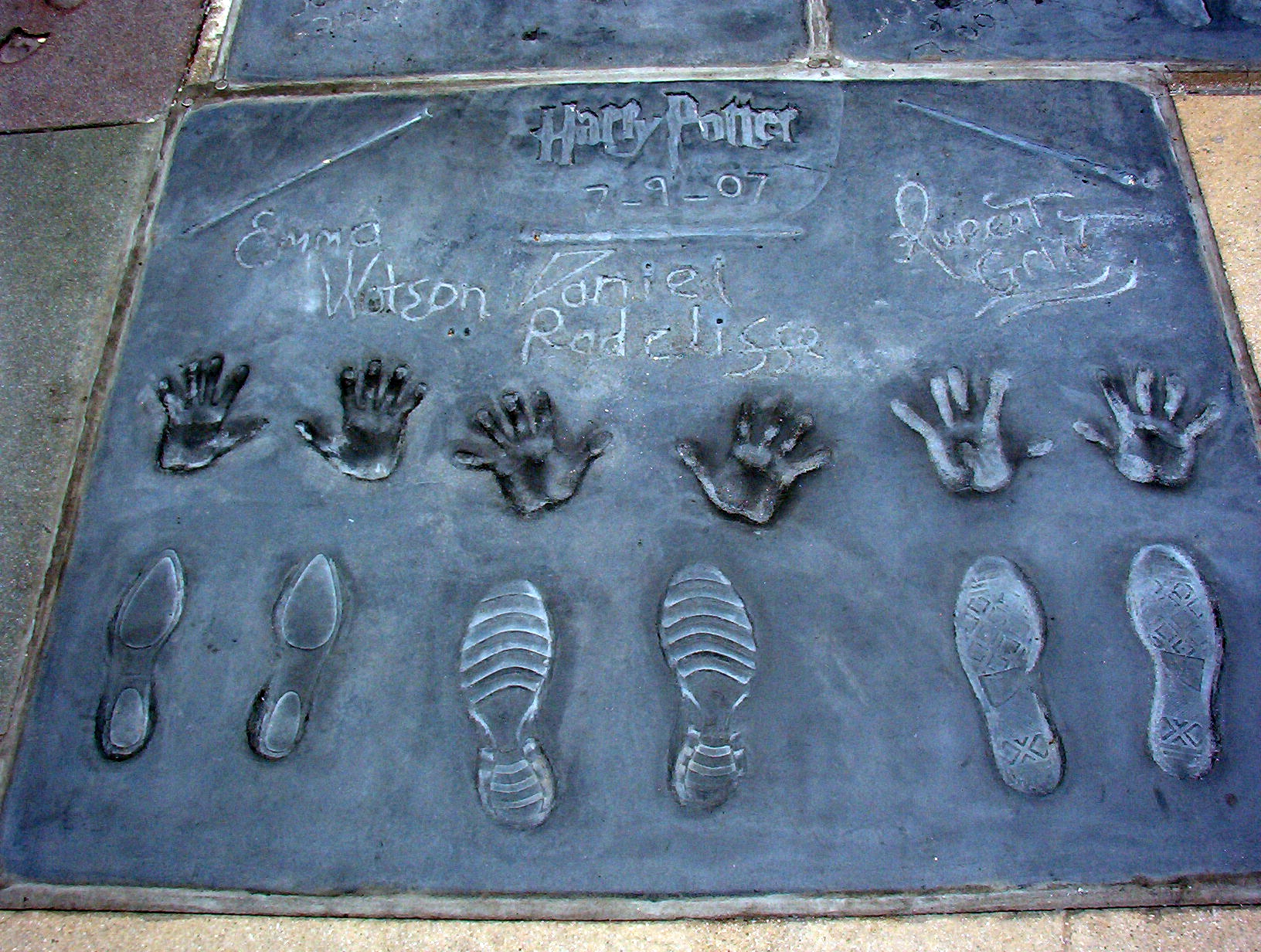
Abdrücke von Emma Watson, Daniel Radcliffe und Rupert Grint

- Martin Lawrence – 19. November 2001
- John Woo – 21. Mai 2002
- Morgan Freeman – 5. Juni 2002
- Schneewittchen und die sieben Zwerge – 5. Februar 2004 (Abdrücke nicht im Vorhof platziert)
- Christopher Walken – 8. Oktober 2004
- Jack Valenti – 6. Dezember 2004
- Sherry Lansing – 16. Februar 2005
- Adam Sandler – 17. Mai 2005
- Johnny Depp – 16. September 2005
- Samuel L. Jackson – 30. Januar 2006
- Kevin Costner – 6. September 2006
- Brad Pitt, George Clooney, Matt Damon und Jerry Weintraub – 5. Juni 2007
- Daniel Radcliffe, Emma Watson und Rupert Grint – 9. Juli 2007
- Will Smith – 10. Dezember 2007
- Michael Caine – 11. Juli 2008
- Hugh Jackman – 21. April 2009
- Robert Downey Jr. – 7. Dezember 2009

### 2010er Jahre
- Jerry Bruckheimer – 17. Mai 2010
- Cher – 18. November 2010
- Robert Duvall – 5. Januar 2011
- Kobe Bryant – 19. Februar 2011
- Helen Mirren – 28. März 2011
- Peter O’Toole – 30. April 2011
- Jennifer Aniston – 7. Juli 2011
- Mickey Rourke – 31. Oktober 2011
- Alvin und die Chipmunks – 1. November 2011 (Abdrücke nicht im Vorhof platziert)
- Robert Pattinson, Kristen Stewart und Taylor Lautner – 3. November 2011
- George Chakiris, Russ Tamblyn und Rita Moreno zum 50. Jubiläum von West Side Story – 15. November 2011
- David Guetta – 3. Dezember 2011
- Die Schlümpfe: Schlumpfine, Clumsy und Papa Schlumpf – 13. Dezember 2011 (Abdrücke nicht im Vorhof platziert)[6]
- Michael Jackson (stellvertretend durch seine Kinder Prince Michael Jr., Paris Michael Katherine und Prince Michael Joseph II) – 26. Januar 2012[7]
- Kim Novak – 14. April 2012
- Lee Byung-hun und Ahn Sung-ki – 23. Juni 2012
- Uggie – 25. Juni 2012 (Abdrücke nicht im Vorhof platziert)[8]
- Christopher Nolan – 7. Juli 2012
- Britney Spears, Demi Lovato, Simon Cowell und L.A. Reid – 11. September 2012 (Abdrücke nicht im Vorhof platziert)
- Robert De Niro – 4. Februar 2013
- Jane Fonda – 27. April 2013
- Jackie Chan – 6. Juni 2013
- Jerry Maren – 18. September 2013[9]
- Sandra Bullock – 25. September 2013
- Feng Xiaogang – 1. November 2013
- Emma Thompson – 7. November 2013
- John Goodman – 14. November 2013
- Ben Stiller – 3. Dezember 2013
- Leo, der Löwe – 22. Januar 2014[10]
- Jerry Lewis – 12. April 2014
- Melissa McCarthy – 2. Juli 2014
- Mel Brooks – 8. September 2014[11]
- Peter Cullen und Optimus Prime – 30. September 2014 (Abdrücke nicht im Vorhof platziert)
- Gena Rowlands – 2. Dezember 2014
- Ethan Hawke – 8. Januar 2015
- Vince Vaughn – 4. März 2015
- Christopher Plummer – 27. März 2015
- Vin Diesel – 1. April 2015
- Dwayne Johnson – 19. Mai 2015
- Justin Lin, Zhao Wei und Huang Xiaoming – 3. Juni 2015
- Katy Perry – 9. September 2015
- Jennifer Lawrence, Josh Hutcherson und Liam Hemsworth – 31. Oktober 2015
- Quentin Tarantino – 5. Januar 2016
- Francis Ford Coppola – 29. April 2016
- Roland Emmerich – 20. Juni 2016
- Tim Burton – 8. September 2016
- Jeffrey Katzenberg – 29. September 2016
- Jessica Chastain – 3. November 2016
- Donnie Yen – 30. November 2016
- Emma Stone und Ryan Gosling – 7. Dezember 2016
- Jeff Bridges – 6. Januar 2017
- Rob Reiner und Carl Reiner – 7. April 2017
- Ridley Scott – 17. Mai 2017
- Michael Bay – 23. Mai 2017
- Stan Lee – 18. Juli 2017
- Tamer Hosny – 9. August 2017
- Kenneth Branagh – 26. Oktober 2017
- Mariah Carey – 1. November 2017
- Lionel Richie – 7. März 2018
- Cicely Tyson – 27. April 2018
- Jim Parsons – 2. Mai 2018
- Quincy Jones – 27. November 2018
- Pitbull – 14. Dezember 2018
- Sam Elliott – 7. Januar 2019
- Billy Crystal – 12. April 2019
- Robert Downey Jr., Chris Evans, Chris Hemsworth, Jeremy Renner, Scarlett Johansson, Mark Ruffalo und Kevin Feige – 23. April 2019
- Johnny Galecki, Jim Parsons, Kaley Cuoco, Simon Helberg, Kunal Nayyar, Mayim Bialik und Melissa Rauch – 1. Mai 2019
- Keanu Reeves – 14. Mai 2019
- Kevin Smith und Jason Mewes – 19. Juli 2019
- Kevin Hart – 10. Dezember 2019

### 2020er Jahre
- Patrick Stewart – 13. Januar 2020
- Michael Madsen – 17. November 2020 (Abdrücke nicht im Vorhof platziert)
- Saúl Álvarez – 18. März 2021[12]
- Regina King – 28. Oktober 2021
- Lily Tomlin – 22. April 2022
- The Smashing Pumpkins – 12. Mai 2022
- Die Familie von Elvis Presley: Priscilla Presley, Lisa Marie Presley, Riley Keough, Harper und Finley Lockwood – 21. Juni 2022
- Diane Keaton – 11. August 2022
- Michael G. Wilson und Barbara Broccoli zum 60. Jubiläum der James-Bond-Filmreihe – 21. September 2022
- Jamie Lee Curtis – 13. Oktober 2022
- James Cameron und Jon Landau – 12. Januar 2023
- Teenage Mutant Ninja Turtles – 7. September 2023 (Abdrücke nicht im Vorhof platziert)
- Yoshiki Hayashi – 14. September 2023
- James Hong – 24. Februar 2024
- Jodie Foster – 19. April 2024
- Jim Davis und Garfield – 19. Mai 2024 (Abdrücke nicht im Vorhof platziert)
- Carol Burnett – 20. Juni 2024
- Ke Huy Quan – 3. Februar 2025
- Anthony und Joe Russo – 21. Februar 2025
- Gabriel „Fluffy“ Iglesias – 12. März 2025
- Ice Cube – 15. April 2025
- Michelle Pfeiffer – 25. April 2025